# Алворд, Тиффани
Тиффани Лин Алворд (англ. Tiffany Alvord; род. 11 декабря 1992, Палмдейл, Калифорния) — американская певица и автор песен, получившая известность благодаря своим кавер-песням на YouTube. Она была названа одной из первых «домашних знаменитостей» этого хостинга. Девушка имеет более чем 600 млн видеопросмотров и более 3 миллионов подписчиков в YouTube. Также имеет сильную поддержку в других социальных сетях, включая более 260 тысяч поклонников в Facebook и более 350 тысяч в Twitter. В декабре 2012 года Алворд выступила на Таймс-сквере, на сцене Nivea, вместе с Джепсен, Train, PSY и Тейлор Свифт в рамках празднования Нового года в 2012 году.

## Биография
Тиффани Алворд родилась 11 декабря 1992 года в Палмдейле (Калифорния). Мать девушки — Шери Алворд — работает её менеджером. Тиффани является вторым младшим ребенком из семи, у неё шесть братьев. В начальной школе девушка научилась играть на фортепиано. Свои первые песни стала писать с десяти лет. В 14 лет она научилась играть на гитаре — втором музыкальном инструменте. На следующий год, в апреле 2008 года, опубликовала свою первую песню на YouTube. Тиффани является мормонкой.
Девушка тренировалась гимнастикой в течение девяти лет, и четыре года принимала участие в различных соревнованиях, пока не получила травму во время одного из них. В 2010 году окончила школу, а дальнейшее обучение в колледже отложила, чтобы сосредоточиться на своей музыкальной карьере.

## Музыкальная карьера
Карьера Тиффани Алворд включает в себя выступления в Канаде, Англии, Китае, Сингапуре, Таиланде, Индонезии, Малайзии и Филиппинах. Она побывала с Boyce Avenue в их американском туре в феврале и марте 2011 года и с Алексом Гуотом в американском туре в этом же году.
Первый альбом певицы «I’ve Got It Covered» был выпущен 23 июня 2011 года в Соединенных Штатах и содержал десять кавер-песен. 20 декабря 2011 года она выпустила свой второй студийный альбом, состоявший исключительно из собственных песен — «My Dream».
В июне 2012 года Алворд заняла первое место в конкурсе артистов, выиграв 25 тысяч долларов. Затем 29 июня 2012 года она выпустила свой третий альбом «i’ve Got It Covered Vol. 2», который состоял из 10 кавер-песен, получивших популярность на её канале YouTube. 18 сентября 2012 года певица выпустила свой четвертый альбом на iTunes под названием «My Heart Is». В декабре 2012 года она выступила на Таймс-сквере на сцене Nivea с Карли Рей Джепсен, Train, PSY и Тейлор Свифт в рамках празднования Нового года 2012 года.
В марте 2013 года Алворд отправилась в тур в четыре разные страны Юго-Восточной Азии, а в апреле этого же года отправилась к западному побережью США. В июле 2013 года она впервые выступила в Европе вживую, возглавив аншлаговые шоу в Лондоне, включая исторический Лондонский Ипподром.
13 августа 2013 года певица выпустила свой пятый альбом «I’ve Got It Covered Vol. 3». В следующем году вышел альбом «Legacy».
Алворд была на разных обложках и интернет-изданиях, включая The Wall Street Journal, The New York Times, Fortune magazine, Alternative Pressmagazine, Ora TV, Empty Lighthouse Magazine, AdWeek, Yareah magazine и AOL On.
На данный момент сотрудничает с Taylor Made Studios, RAWR Session. Вместе с близким другом и известным певцом Джейсоном Ченьом записали кавер на песню «Moves Like Jagger» — Maroon 5.

## Дискография
| Альбом                                                     | Дата выхода      |
| ---------------------------------------------------------- | ---------------- |
| RAWsession in Los Angeles (мини-альбом) (только на iTunes) | 2 ноября 2010    |
| I’ve Got it Covered                                        | 23 июня 2011     |
| My Dream                                                   | 20 декабря 2011  |
| I’ve Got It Covered Vol. 2                                 | 29 июня 2012     |
| My Heart Is (мини-альбом)                                  | 18 сентября 2012 |
| I’ve Got it Covered Vol. 3                                 | 13 августа 2013  |
| Legacy                                                     | 12 августа 2014  |
| I’ve Got it Covered Vol. 4                                 | 10 октября 2014  |
| I’ve Got it Covered Vol. 5                                 | 6 января 2016    |
| I’ve Got it Covered Vol. 6                                 | 6 января 2016    |

## Кавер-песни
- «Forget you» Cee Lo Green
- «Pray» Джастин Бибер
- «Rolling in the Deep» Адель (с Jake Coco)
- «Who Says» Selena Gomez & the Scene (с Меган Николь)
- «E.T.» Кэти Перри
- «Tonight Tonigh» Hot Chelle Rae
- «The Edge of Glory» Леди Гага
- «The Story of Us» Тейлор Свифт
- «Back to December» Тейлор Свифт
- «I just wanna run» Downtown Fiction
- «Grenade» Бруно Марс
- «King of anything» Sara Bareilles
- «Misery» Maroon 5
- «Magic» B.o.B в дуэте с Rivers Coumo
- "«Love the Way You Lie» Рианна с Eminem
- «Dynamite» Taio Cruz
- «Billonare» Бруно Марс с Travie McCoy
- «Airplanes» B.o.B с Хейли Уильямс
- «When I look at you» Майли Сайрус
- «Break your heart» Taio Cruz (с Кристиной Гримми)
- «Need you now» Lady Antebellum
- «Baby» Джастин Бибер
- «Replay» Iyaz
- «Jump then fall» Тейлор Свифт
- «Stop and stare» OneRepublic
- «Say it Again» Marie Digby
- «This is me» Деми Ловато
- «Kiss the Girl» Little Mermaid (с Megan)
- «Teardrops on My Guitar» Тейлор Свифт
- «One step at a Time» Джордин Спаркс
- «7 things» Майли Сайрус
- «Fall for you» Secondhand Serenade
- «Bottom of the ocean» Майли Сайрус
- «Love Story» Тейлор Свифт
- «Lovebug» Jonas Brothers
- «Butterfly Fly Away» Майли Сайрус
- «The climb» Майли Сайрус
- «Catch me» Деми Ловато
- «Fireflies» Owl City
- «Down» Jay Sean
- «Love You Like a Love Song» Selena Gomez & The Scene
- «Moves Like Jagger» Maroon 5 с Кристиной Агилерой (с Jason Chen)
- «Ass Back Home» Gym Class Heroes (с Luke Conard)
- «Wannabe» Spice Girls (с Megan та Liz)
- «Safe and Sound» Тейлор Свифт (ft. Megan Nicole)
- «It will rain» Bruno Mars (с Hannah Jones)
- «We Found Love» Рианна (с Andy Lange)
- «Secrets» OneRepublic
- «Call me maybe» Карли Рей Джепсен
- «Glad You Came» The Wanted
- «Boyfriend» Джастин Бибер